# Водзяновський Андрій Володимирович
Андрі́й Володи́мирович Водзяно́вський (нар. 18 червня 1983 — 24 серпня 2015) — солдат Збройних сил України, учасник російсько-української війни.

## Життєпис
Народився 1983 року в місті Бар Вінницької області. 
Навчався в школі № 1. Після закінчення 9 класів вступив на навчання до Барського професійно-будівельного ліцею, професія "Столяр будівельний" (1998 - 2001). 
У січні 2015 року пішов добровольцем до лав ЗСУ, солдат, сапер 93-ї окремої механізованої бригади.
24 серпня 2015-го поблизу села Невельське Ясинуватського району Донецької області автомобіль УАЗ, на якому група саперів поверталася після розмінування території, підірвався на виставленій терористами протитанковій міні. Від отриманих поранень Андрій Водзяновський помер на місці; смертельних поранень зазнав старший лейтенант Василь Кашлаков.
27 серпня 2015 року похований в місті Бар.

## Нагороди та вшанування
За особисту мужність, сумлінне та бездоганне служіння Українському народові, зразкове виконання військового обов'язку відзначений — нагороджений
- орденом «За мужність» ІІІ ступеня (21.3.2016, посмертно)[1]